# 世界開発情報の日
世界開発情報の日（せかいかいはつじょうほうのひ、英語: World Development Information Day）は、国連が定めた国際デーの一つで、10月24日である。

## 概要
情報通信技術と開発問題とその解決に必要な国際協力への関心を高め、情報を広める事により、若い世代を中心に国際世論への喚起を行い、開発のための国際協力を促すための国際デーであり、1973年10月24日に初めて開催され、それ以来毎年この日に開催されている。
1972年5月17日、国連貿易開発会議（UNCTAD）は、これらの情報の普及と、貿易と開発の問題に関する世論の動員のための措置を提案し、世界の人々に開発問題に注意を引き付けるために国際デーを導入することを求めた。
1970年10月24日に「第2次国連開発の10年のための国際開発戦略」が採択されたことを記念して、1972年12月29日の国連総会決議3038（XXVII）「A/RES/3038(XXVII)」によって定められた。この国連総会はまた、「国連の活動における開発の中心的な役割を強調するために、この日を国連デーと一致させるべきである」と決定した。